# Госпожиците от Авиньон
„Госпожиците от Авиньон“ (на френски: Les Demoiselles d’Avignon) е картина на художника Пабло Пикасо.

## История
„Госпожиците от Авиньон“ е една от най-известните картини на Пикасо. Той я рисува във Франция, като създава над сто подготвителни скици. Започва я в края на 1906 г. и я завършва през лятото на 1907 г. Първоначалното име е „Философски бордей“, впоследствие променено на „Госпожиците от Авиньон“ – име, предложено от писателя Андре Салмон.
Картината често е определяна като революционна, повратна точка в развитието на модерното изкуство.  С нея са поставени основите на кубизма. „Госпожиците от Авиньон“ предизвиква бурен отглас в средите на изкуството. Много от приятелите на Пикасо, сред които Анри Матис и Жорж Брак, я намират отблъскваща,  а когато е представена за първи път на изложба през 1916 г., тя не получава положителни отзиви от тогавашните критици.
От 1939 г. картината е притежание на Музея на модерното изкуство в Ню Йорк. 

## Сюжет
На картината са изобразени пет голи женски фигури – проститутки в публичен дом, който се намирал на ул. "Авиньо̀" в Барселона. Ранните скици на творбата представят и двама мъже – моряк и студент по медицина.